# 支氣管擴張
支气管扩张是指支气管及其周围肺组织的慢性炎症所导致的支气管壁平滑肌和弹性组织破坏，管壁增厚，管腔不可逆地扩张变形。患者的常見症狀包括有痰的慢性咳嗽，其他還有呼吸困難、咳血與胸痛等，有些患者同時也有喘鳴與杵狀指的情形。患者也常罹患肺部（下呼吸道）感染。
支氣管擴張症可能源自於一些後天因素或是感染（包括肺炎、結核、免疫系統問題、以及囊腫纖維症等）。幾乎所有囊腫纖維症的患者最後都會患上這種病症，而未患囊腫纖維症的支氣管擴張症患者中，有10%到50%的病因不明。支氣管擴張症的機制是呼吸道組織因不受控制的發炎反應而崩解，受疾病影響的支氣管管徑擴張，清除分泌物的能力也因此受損。支氣管中的分泌物使肺中的細菌量增加、造成氣道阻塞和進一步的破壞。在分類上，支氣管擴張症與氣喘和慢性阻塞性肺病同屬於阻塞性肺病。當求診者的症狀符合此疾病的病症時，可由電腦斷層檢查確診。至少每年進行一次痰液細菌培養，對診斷快速惡化的患者也可能有效。
支氣管擴張症可能因感染而惡化，對於受到感染的患者建議使用抗生素。一般常用的抗生素為阿莫西林（若對阿莫西林過敏，可改用紅黴素或去氧羥四環素），抗生素治療也可以預防症狀惡化。胸腔物理治療（包括胸部拍擊法、姿勢引流法、咳嗽技巧、以及誘發性肺量計等等）也是建議的療法。支氣管擴張劑可能有幫助，但證據不強；吸入類固醇目前看來則沒有幫助。手術治療雖然經常使用，但並未經過深入研究，肺臟移植對於病情非常嚴重的病人來說可以做為選項之一。雖然支氣管擴張症可以造成嚴重的健康問題，但有許多患者可以和這種疾病共存良好。
在英國，支氣管擴張症在成人間的盛行率為千分之一，在女性身上較常發生，且發生率隨年齡上升。支氣管擴張症由勒内·拉埃内克於1819年發現。美國每年因支氣管擴張症，估計需付出六億三千萬美元的經濟成本。

## 外部連接
- 04-047a. at Merck Manual of Diagnosis and Therapy Home Edition
- Imaging （页面存档备份，存于）